# 五夸克態
五夸克粒子是一種次原子粒子，屬於奇異強子。五夸克粒子有五個夸克。更詳細地說，是四個夸克和一個反夸克（表示他的重子數為1）。雖然物理學者預言五夸克粒子存在已很多年了，五夸克態顯然很不容易被發現。有些物理學者甚至提議，某種未知自然定律阻止五夸克粒子的出現。
2000年代，曾經有幾個實驗報告發現五夸克態的存在，但對於這些實驗所獲得的數據做重新分析，再加上對於後來完成的實驗做分析，所得到的結論是，這些先前得到的結果都是統計效應，而不是真實的共振。2015年7月13日，歐洲核子研究組織的LHCb實驗團隊報告，在底Λ粒子 （Λ0
b）的衰變反應中，發現了五夸克態，但這結果尚未經過同行評議。2019年3月26日，LHCb宣布他们发现了新的五夸克态。2022年7月5日，LHCb又宣布他们发现了五夸克态PΛ
ψs(4338)0。
在粒子物理學實驗室之外，五夸克粒子也可以在超新星形成中子星的過程中自然製成。對於五夸克粒子的研究或許可以幫助洞悉這些恆星怎樣形成，也可以讓物理學者更加了解強相對作用。

## 概述

於2015年7月提出可能已被發現的五夸克粒子P示意圖，顯示出每一個夸克的風味與一種可能的顏色組合。

夸克是一種基礎粒子，它擁有質量、電荷、色荷性質，還擁有給出夸克種類（上夸克、下夸克、奇夸克、魅夸克、頂夸克、底夸克）的風味性質。由於夸克禁閉效應，夸克從未被觀測到單獨存在。幾個夸克可以共同組成複合粒子，稱為強子。由一個夸克與一個反夸克共同組成的強子稱為介子。由三個夸克組成的強子稱為重子。物理學者知道很多關於這些普通強子的性質和行為。沒有任何理論規定禁止夸克組成奇異強子，例如，由兩個夸克與兩個反夸克組成的四夸克粒子，由四個夸克與一個反夸克組成的五夸克粒子。
五夸克粒子有很多不同種類，不同的夸克組合會組成不同的粒子。物理學者使用符號qqqqq來標記五夸克粒子，其中，q與q分別標記夸克與反夸克。符號u、d、s、 c、b、t分別標記上夸克、下夸克、奇夸克、魅夸克、頂夸克、底夸克；符號u、d、s、c、b、t分別標記對應的反夸克。例如，由兩個上夸克，一個下夸克，一個魅夸克，一個反魅夸克組成的五夸克粒子標記為uudcc。
在五夸克粒子裏，夸克被強作用力束縛在一起，強作用力能夠促使所有色荷相互抵銷。更仔細說，在介子裏，夸克必須與反色荷的反夸克配對在一起，例如，藍色夸克與反藍色反夸克；在重子裏，三個夸克必須從三種色荷中各自選擇不同的色荷，例如，紅色、藍色與綠色。在五夸克粒子裏，色荷必須相互抵銷。唯一可行的組合是設定一個夸克為某顏色，另一個夸克為另一種顏色，另兩個夸克為第三種顏色，最後一個夸克為第三種顏色的反顏色。
物理學者尚不清楚五夸克粒子的束縛機制，可能是五個夸克緊緊地束縛在一起，也可能是一個重子與一個介子鬆鬆的束縛在一起。

## 歷史

### 理論預言
默里·蓋爾曼於1964年最早提議奇異強子存在。1979年，丹尼爾·斯特勞曼給出模型描述由四個夸克與一個反夸克組成的強子。
1997年，俄罗斯聖彼得堡科學院核物理學院的理論物理學者馬克沁·波利亞科夫、維克托·佩特羅夫和德米特里·帝雅克諾夫預言由兩個上夸克、兩個下夸克與一個奇夸克組成的五夸克粒子存在，並將這種粒子命名為
Θ+
。它的質量約為1530MeV、寬度約為15MeV，比較特別的性質是它的奇異數為1，做實驗可以很容易從奇異數辨識出這粒子的存在。

### 2000年代中期
由於五夸克粒子必須擁有一個反夸克，假若反夸克的風味匹配任何其它夸克的風味，這夸克-反夸克對會相互抵銷，因此五夸克粒子會貌似它的三夸克重子，所以許多種類的五夸克粒子都很難在實驗裏辨識出來。為了避免這問題，早期五夸克粒子探索實驗會尋找夸克-反夸克對不相互抵銷的粒子。在2000年代中期，有幾個實驗聲稱，揭露了五夸克態。特別是2003年在日本春天八號同步輻射設施完成的「春天八號激光電子光子實驗」（LEPS實驗）顯示出質量為1540MeV的共振態，顯著性差異為4.6 σ。這實驗得到的結果跟1997年波利亞科夫等的理論預言相符合。
在此之後，又有九個獨立實驗發佈報告表示，觀測到
n

K+

與
p

K0

的狹窄峰值，質量在1522 MeV/c2與1555 MeV/c2之間，顯著性差異都超過4 σ。雖然對於這些實驗結果的正確性仍舊存有質疑，在2004年《粒子物理學評論》裏，粒子數據小組給予
Θ+
三顆星評估，最高是四顆星。另外還有兩個五夸克態被觀察到，它們是質量分別為1860 MeV、3099 MeV的
Φ−−
 (ddssu)與 
Θ0
c (uuddc)。它們後來都被更正為統計效應，而不是真實共振態。
在LEPS實驗之後，約有十個獨立實驗試圖尋找
Θ+
，但都未獲成功。其中兩個實驗（一個在BELLE，另一個在CLAS）分別與先前聲稱觀測到
Θ+
粒子的兩個實驗（DIANA實驗與SAPHIR實驗）幾乎相同。2006年《粒子物理學評論》總結，
曾經聲稱觀測到
Θ+
的每一個原本實驗，都尚未獲得高統計量確認。傑佛遜實驗室完成兩個高統計量重複實驗，它們明確地證實，原本兩個聲稱觀測到
Θ+
的實驗都不正確。另外，還有一些已完成的高統計量實驗，它們都沒有找到
Θ+
的蛛絲馬跡。關於另外兩個聲稱觀測到
Θ+
五夸克態的實驗，所有嘗試確認那些結果的實驗都獲得負結果。一般而言，五夸克粒子不存在；特別而言，
Θ+
不存在。這結論顯得很有說服力。
2008年《粒子物理學評論》更進一步表示，
近期有兩個或三個實驗對於在標稱質量附近獲得薄弱的信號證據，但鑒於壓倒性的證據聲稱五夸克粒子不存在，將它們臚列出來是毫無意義的……整個故事──發現本身、緊跟著像漲潮般的論文、最終的退潮發現──在科學歷史上是一集相當古怪的連續劇。
儘管有那麼多顯目的零結果，LEPS團隊於2009年仍舊表示，在質量為1524±4 MeV之處觀測到狹窄態存在，顯著性差異為5.1 σ。針對這爭論，那時期有很多實驗如火如荼地進行著。

### 2015年LHCb結果

費曼圖展示，底Λ粒子 Λ衰變為K介子K與一個五夸克粒子P。

圖為對於Λ→J/ψKp衰變的J/ψp不變質量譜的拼湊結果，每一個拼湊部分都被單獨展示出來。五夸克粒子貢獻出的拼湊部分展示為畫斜線的直方圖。

2015年7月13日，LHCb實驗團隊在Λ0
b→J/ψK−
p衰變道辨識出五夸克粒子；在這衰變道裏，底Λ粒子 （Λ0
b）衰變為一個J/ψ介子（J/ψ）、一個K介子 （K−
）與一個質子（p）。實驗數據顯示，有時候，底Λ粒子不會通過Λ*居間態衰變為一個K介子 （K−
）與一個質子（p），而會間接地通過五夸克居間態P+
c；兩個被發現的居間態P+
c（4380MeV）與P+
c（4450MeV）在統計學的顯著性差異分別為9 σ與12 σ，總合起來為15 σ ，足夠證實這發現。更多數據分析還排除了這是由普通粒子造成的效應的可能性。LHCb實驗又觀測到兩個五夸克態都強烈地衰變為J/ψp，因此可推論其價夸克擁有兩個上夸克、一個下夸克、一個魅夸克與一個反魅夸克；標記為
u

u

d

c

c
，它們是一種魅偶素-五夸克粒子。
LHCb的主要任務是研究物質-反物質不對稱性，而不是探索研究五夸克粒子。歐洲核子研究組織發言人表示，「我們並沒有積極地尋找它，我們意外地找到了它。」
2019年根据2015-2018年LHCb的数据观察到新的五夸克粒子，新粒子为P+
c（4312MeV），会衰减成一个质子和一个J/ψ介子（由一个粲夸克和反粲夸克构成）。并观测到2015年发现的五夸克结构P+
c（4450MeV）实际上是由两个质量相近的共振态P+
c（4440MeV）和P+
c（4457MeV）叠加而成。最新观察的统计显著性达到了 7.3 σ，远远超过了 5 σ这个阈值。这三个五夸克态的宽度都很窄，质量略低于Σ+
cD0
和Σ+
cD*0
质量之和，有可能是粲重子和反粲介子形成的束缚态，它们为重子和介子分子态的存在提供了迄今为止最有力的实验证据。
2022年7月欧洲核子研究中心（CERN）LHCb合作组宣布发现一种新的粒子Pcs(4459)0，其夸克组分为 usdcc。

## 應用
五夸克粒子的發現讓物理學者能夠更細緻地研究強作用力，從而助益對於量子色動力學的了解。另外，當今理論意味著，當有些非常巨大恆星塌縮時，會製成五夸克粒子，對於五夸克的研究或許可以幫助人們了解中子星的物理。

## 延伸閱讀
- David Whitehouse. . BBC News. 1 July 2003  [2010-01-08]. （原始内容存档于2008-12-05）.
- Thomas E. Browder,  Igor R. Klebanov,  Daniel R. Marlow. . Physics Letters B. 2004, 587: 62. Bibcode:2004PhLB..587...62B. arXiv:hep-ph/0401115 . doi:10.1016/j.physletb.2004.03.003.
- Akio Sugamoto. . 2004. arXiv:hep-ph/0404019  |class=被忽略 (帮助).
- Kenneth Hicks. . Journal of Physics: Conference Series. 2005, 9: 183. Bibcode:2005JPhCS...9..183H. arXiv:hep-ex/0412048 . doi:10.1088/1742-6596/9/1/035.
- Mark Peplow. . Nature. 18 April 2005. doi:10.1038/news050418-1.
- Maggie McKie. . New Scientist. 20 April 2005  [2010-01-08]. （原始内容存档于2008-10-04）.
- Jefferson Lab. . Space Daily. 21 April 2005  [2010-01-08]. （原始内容存档于2020-03-12）.
- Dmitri Diakonov. . European Physical Journal A. 2005, 24: 3. Bibcode:2005EPJAS..24a...3D. doi:10.1140/epjad/s2005-05-001-3.
- Schumacher, R. A. . AIP Conference Proceedings. 2006, 842: 409. arXiv:nucl-ex/0512042 . doi:10.1063/1.2220285.